# Epsach
Epsach é uma comuna da Suíça, situada no distrito administrativo de Seeland, no cantão de Berna. Tem 3,4 km² de área e sua população em 2018 foi estimada em 317 habitantes.